# Belly (Band)
Belly ist eine US-amerikanische Rock-Band aus Boston, die 1991 von Tanya Donelly und Fred Abong gegründet wurde.

## Werdegang
Donelly wählte den Namen „Belly“, da dieses Wort sowohl „schön als auch hässlich“ sei. Das erste Album Star wurde in den USA mit Gold ausgezeichnet. Die aus diesem Album ausgekoppelte Single Feed the Tree gelangte in Großbritannien in die Top 40. Das Album wurde weiterhin für zwei Grammys nominiert. An diese Erfolge konnte das Nachfolgealbum King allerdings nicht anknüpfen. Die Band löste sich 1996 auf, da Donelly sich ihrer Solo-Karriere widmete.
2016 erfolgte die Wiedervereinigung mit allen vier Mitgliedern, die auch bei der Auflösung Teil der Band waren. Nach einer Tournee gingen Belly ins Studio und 2018 erschien Dove – das erste Album seit 23 Jahren. Das Werk wurde via Crowdfunding auf der Plattform PledgeMusic finanziert.

## Diskografie (Auswahl)
Alben
- Star (1993; 4AD, US: Gold, UK: Silber)[4]
- King (1995; 4AD)
- Dove (2018; Belly Inc)

Singles und EPs
- Slow Dust EP (1992; 4AD), EP
- Gepetto (1992; 4AD), EP
- Fred the Tree (1993; 4AD)
- Moon (1993; Sire Records)
- Slow Dog (1993; Reprise Records) CD, Single
- Seal My Fate (1995; 4AD)
- Now They’ll Sleep (1995; 4AD)
- Super-Connected (1995; 4AD)
- Sun (1995; Sire Records)
- Red (1995; Reprise Records) CD, Single
- King (1995; 4AD)
- Stars Align (2018; Belly Touring)
- Shiny One (2018; Belly Touring)
- Feel (2018; Belly Inc)

Kompilationen
- Baby Silvertooth (1993; 4AD)
- Sweet Ride: The Best of Belly (2002; 4AD)